# アントワーヌ＝フィリップ・ド・ラ・トレモイユ
アントワーヌ＝フィリップ・ド・ラ・トレモイユ（Antoine-Philippe de La Trémoïlle, 1765年9月27日 - 1794年1月27日）は、フランス革命期の人物。トゥアール公ジャン・ブルターニュ・シャルル・ド・ラ・トレモイユの次男、タルモン公。ヴァンデの反乱に参加したヴァンデ軍騎兵隊長。
ヴァンデ軍がショレで敗れ後退する中、彼はあくまでイギリス軍に頼ろうとする。しかし、結局イギリス軍の支援は得られなかった。また、後退戦においてロワール川渡河に失敗してヴァンデ軍に大損害を出す。その責任を追及されたが、あくまで自分に責任はないと主張した。その後司令官に任命されなかったことを不服としてヴァンデ軍を去ったが、政府軍に逮捕・処刑された。